# Dolja (Plav)
Pour les articles homonymes, voir Dolja.
Dolja (en serbe cyrillique : Доља; en albanais: Doli) est un village du nord-est du Monténégro, dans la municipalité de Plav.

## Démographie

### Évolution historique de la population
| 1948 | 1953 | 1961 | 1971 | 1981 | 1991 | 2003 |
| ---- | ---- | ---- | ---- | ---- | ---- | ---- |
| 651  | 599  | 628  | 562  | 534  | 514  | 126  |